# Villemoiron-en-Othe
Villemoiron-en-Othe ist eine französische Gemeinde mit 204 Einwohnern (Stand: 1. Januar 2022) im Département Aube in der Region Grand Est (vor 2016 Champagne-Ardenne). Sie gehört zum Kanton Aix-Villemaur-Pâlis im Arrondissement Troyes. 

## Geographie
Villemoiron-en-Othe liegt etwa 22 Kilometer westsüdwestlich von Troyes. 
Nachbargemeinden sind Aix-Villemaur-Pâlis im Norden und Westen, Estissac im Norden und Nordosten, Chennegy im Osten und Nordosten sowie Saint-Mards-en-Othe im Süden.

## Bevölkerungsentwicklung
| Jahr                      | 1962 | 1968 | 1975 | 1982 | 1990 | 1999 | 2006 | 2011 | 2016 |
| ------------------------- | ---- | ---- | ---- | ---- | ---- | ---- | ---- | ---- | ---- |
| Einwohner                 | 238  | 180  | 149  | 135  | 178  | 207  | 219  | 226  | 202  |
| Quelle: Cassini und INSEE |      |      |      |      |      |      |      |      |      |

## Sehenswürdigkeiten
- Kirche Saint-Sébastien-et-Sainte-Croix

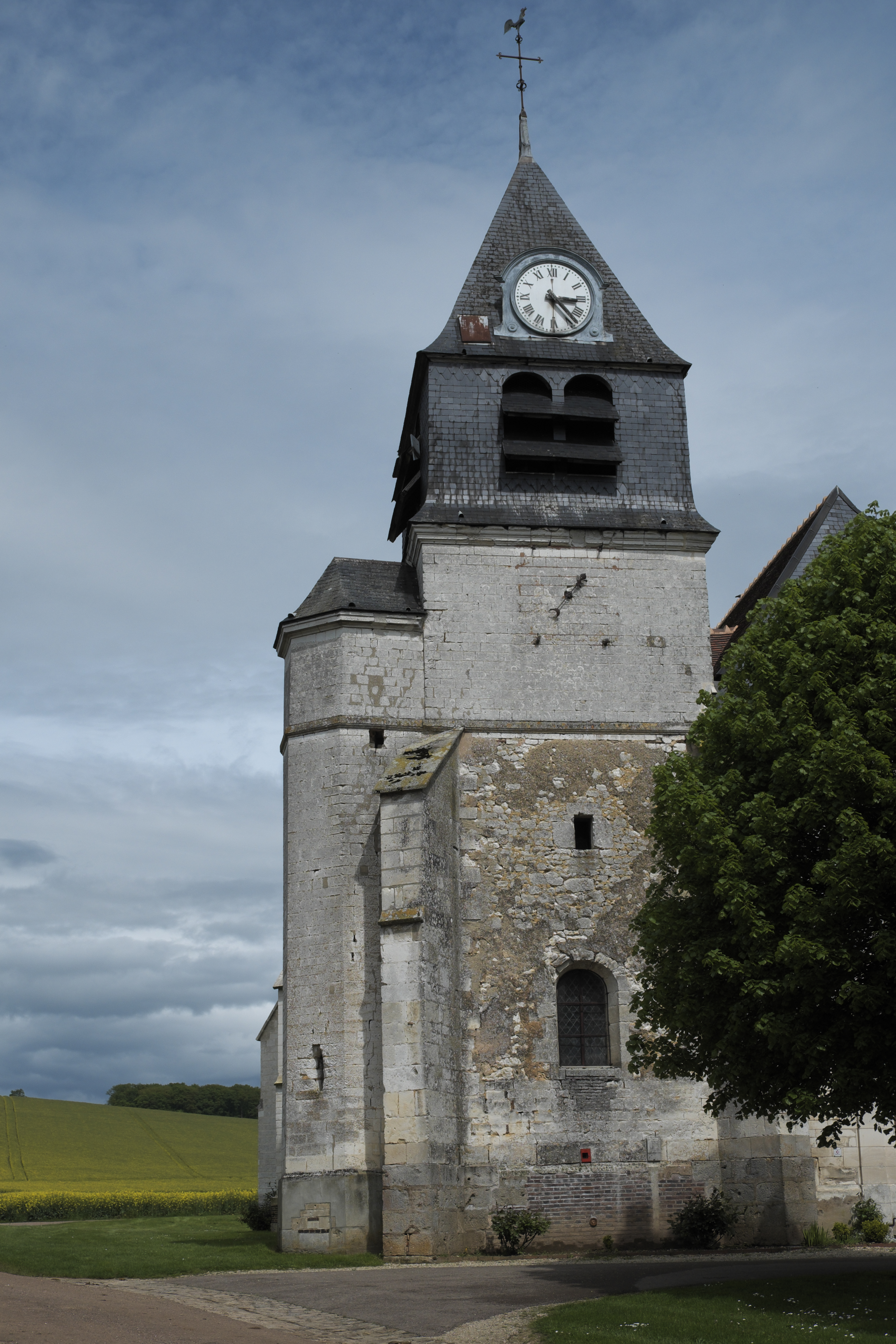
Kirche Saint-Sébastien-et-Sainte-Croix